# スナックバー (菓子類)

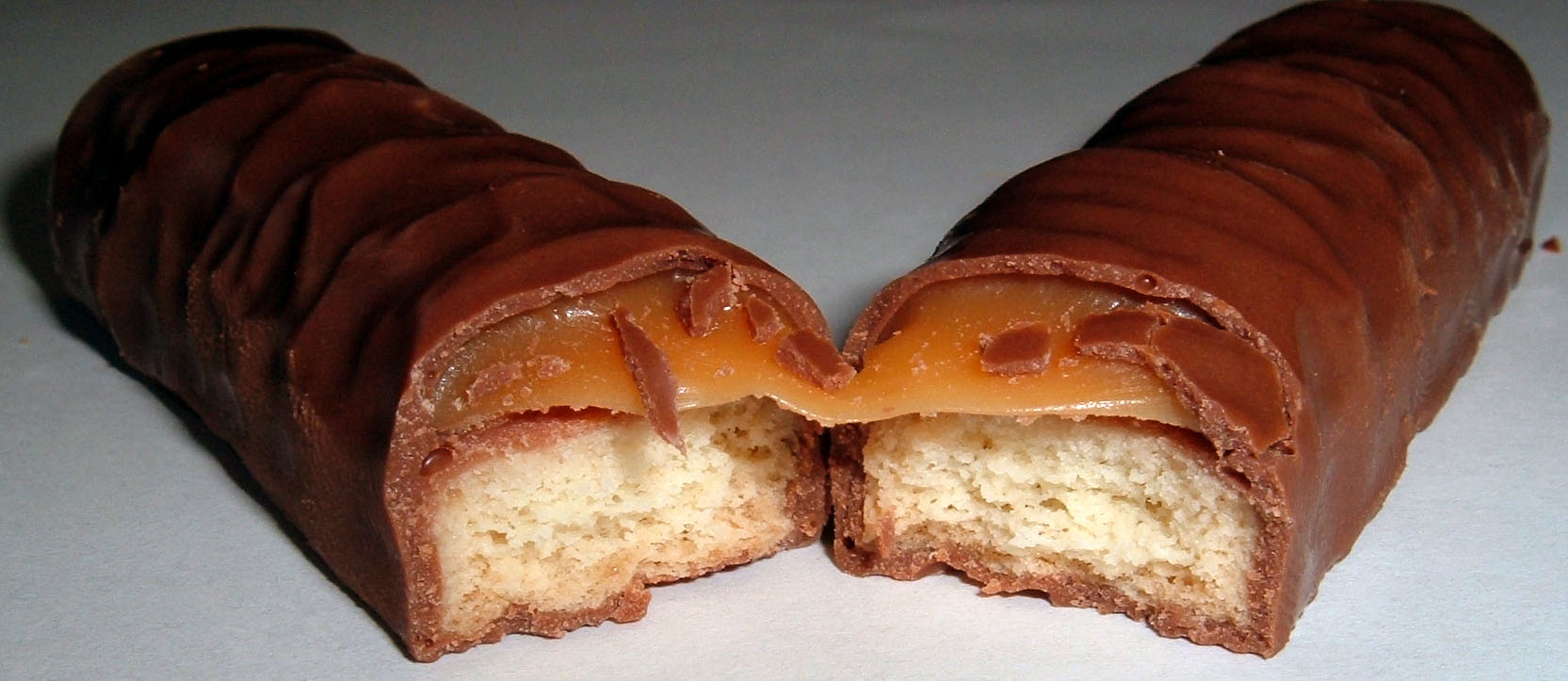
Twix

スナックバー（英: Candy Bar）は、コンパクトで高カロリーを特徴とする菓子類である。スナック菓子の一形態。

## 概要
主な原料にはチョコレート・砂糖（飴やキャラメル・ヌガーを含む）・乳脂肪や脱脂粉乳等の牛乳由来食品・ナッツ類（アーモンドやピーナッツ）・穀物（オートミールやグラノーラなどシリアル食品）・ドライフルーツ（主にレーズンなど）・ミューズリーなどが用いられ、甘さが強い物が多いが、穀物とドライフルーツを主体とした物では、固焼きビスケットに似た製品もある。
これらは早急なカロリー補給と携帯の簡便性を目的としているが、味は二の次である製品も多い上に、栄養バランスに偏りが見られるものも多く、ジャンクフードに含まれる物がある一方で、栄養補助食品的に、特定の栄養素を強化したものや、全般的なバランスを重視してカロリー摂取を抑え、ダイエットに供するもの、または簡易総合食としての商品を目指した物など様々である。特に後者のグループでは、不足しがちなタンパク質やミネラル・ビタミン等を重点的に強化した製品も見られる。
低血糖症の人にあっては、血糖値が下がり過ぎることで神経活動の、ひいては生命維持にも支障をきたす場合があるため、常に飴玉やこれらスナックバーを携帯する人もあり、これらの人々にとっては、文字通りの生命線となっている。

## 商品
- カロリー補給を目的とした物
  - キットカット（ネスレ）
  - バターフィンガー（Butterfinger、ネスレ）
  - スニッカーズ（マース）
  - Twix（マース）
  - 1本満足バー
  - ビッグアップルバー・ビッグバナナバー・グラノーラバー

シリアルとドライフルーツをショートニングや飴で固めてある。欧米で販売されている。
  - 兵士の燃料

アメリカ軍用レーションに採用された「フーアー・バー」（「オーラー・バー」とも）を市販化したもの。カルシウム強化食としての側面も持つ。
- 栄養補助食品的な物
  - プロテインバー（Protein bar）

特定の、または総合的な各種アミノ酸を豊富に含む。プロテインサプリメントのスティックタイプ。
  - フラップジャック（Flapjack）

オーツ麦のプロテインバーの一般名。主にオーツの押麦（Rolled oats）とプロテインが使われている。
- 総合食的な物
  - カロリーメイト（大塚食品）

### 非常食として
スナックバーは、アメリカ軍が第二次世界大戦を通して利用したDレーションと呼ばれる非常食配給物資の原型ともなった。
この非常食は、補給が絶たれたり孤立してしまった場合に備えて携帯されるもので、コンパクトで高カロリーであることを目的とされ、味や長期的な栄養バランスは後回しにされた。それでも一定期間はこれだけを喫食して、飢餓から命を守るためにと開発された。
ただこの当時、様々な材料を混ぜ合わせ固めただけのこの単純な食品は製造し易さもあってか過剰生産され、末端では一般食として支給され、士気低下にまで関わったなどの逸話も聞かれる。後に軍用非常食は精神衛生の面からも、一応は食事としての体裁とメニューによる変化をもつ、高密度に圧縮密閉されたパッケージの物に取って代わられていった。
Dレーションを小型化し改良したものがアメリカ軍用チョコレートで、現在でも使用されている。